# ويليام جي. بينبريج
ويليام جي. بينبريج (بالإنجليزية: William G. Bainbridge)‏ هو عسكري أمريكي، ولد في 17 أبريل 1925 في إلينوي في الولايات المتحدة، وتوفي في 29 نوفمبر 2008 في فلوريدا في الولايات المتحدة.